# Tussenlanen
Tussenlanen is een buurtschap behorende tot de gemeente Krimpenerwaard in de Nederlandse provincie Zuid-Holland. Het plaatsje ligt aan de noordrand van de bebouwde kom van Bergambacht tussen de Benedenberg en de Bovenberg.

## Geschiedenis
De buurtschap is genoemd naar de in de buurtschap gelegen monumentale boerderij Tusschenlanen, die uit 1661 dateert.
Tot en met 31 december 2014 was Tussenlanen onderdeel van de gemeente Bergambacht. Op 1 januari 2015 ging de plaats samen met de gemeente op in de gemeente Krimpenerwaard.
Hoofdplaats: Stolwijk    
Steden: Haastrecht · Schoonhoven

Dorpen: Ammerstol · Bergambacht · Berkenwoude · Gouderak · Krimpen aan de Lek · Lekkerkerk · Ouderkerk aan den IJssel · Vlist · Willige Langerak

Buurtschappen: Achterbroek · 't Beijersche · Beneden-Haastrecht · Benedenheul · Benedenberg · Benedenkerk · Bilwijk · Bonrepas · Bergstoep · Bovenberg · Boven-Haastrecht · Bovenstad/Steenplaats · Goudseweg · De Hem · Hoogedijk · IJssellaan · Kadijk · Koolwijk · Lageweg · Opperduit · Oudeland · Rozendaal · Schoonouwen · Schuwacht · Stein · Tussenlanen · 't Zwaantje · Zuidbroek

Zuid-Holland: Steden en dorpen    Nederland: Provincies · Gemeenten